# 修正動議
修正動議（amend）是一項議事程序，旨在修改或潤飾主動議。當主動議出現瑕疵、不被與會者全部接納，又不到完全否定的地步時，可以針對瑕疵處提出一級修正動議，加入、刪除或修改內容。此動議需經附議，可以討論，已通過的修正案不可以被重覆提出或再度修正。表決時，需有半數與會者支持，方為成立，修正後內容加入主動議中；此表決結果並不影響主動議本身的表決結果，因為這只是針對「修正案」進行的表決，而不是針對「主動議」的表決。

## 先事聲明
與會者不認同場上修正案時，可提出先事聲明，宣告若修正案未通過，將以其它修正案代之。此聲明並非動議案，因此毋需附議、表決。提出此聲明的理由是「已決事務不得再議」原則，假若與會者不認同修正案，可以提出先事聲明左右其他與會者對修正案的立場，轉而支持新的提案；假若既有之修正案順利通過，則先事聲明自動作廢。

## 二級修正
針對一級修正動議內容，提出二級修正動議。修正案不得「三修」，也就是二級修正動議內容不可以再被動議修正。與一級修正動議相同，二級修正動議需要附議、可以討論，表決通過後將修改內容加入一級修正動議內容中，並繼續討論一級修正動議。